# L'Action Tunisienne
L'Action Tunisienne è stato un quotidiano tunisino in lingua francese fondato nel 1932 da Habib Bourguiba.

## Storia
Il giornale fu fondato il 1º novembre 1932 come organo di stampa del Dustur. Due anni più tardi, con la scissione all'interno del partito, la redazione seguì la corrente modernista che formò il Neo-Dustur. Divenne l'organo di riferimento dei nazionalisti tunisini che si opponevano al governo coloniale francese. Continuò le pubblicazioni anche dopo l'indipendenza diventando quotidiano del Partito Socialista Desturiano.
Uscì per l'ultima volta il 19 marzo 1988, il giorno seguente venne rimpiazzato da Le Renouveau.